# Lara Wolf
Lara Wolf (ur. 23 marca 2000 r. w Zams) – austriacka narciarka dowolna, specjalizująca się w konkurencjach: halfpipe, slopestyle oraz big air, wicemistrzyni świata, brązowa medalistka igrzysk olimpijskich młodzieży.

## Kariera
Na arenie międzynarodowej zadebiutowała w listopadzie 2014 roku w zawodach z cyklu Pucharu Europy w austriackim Stubai. Ukończyła wtedy konkurs slopestyle'u na 9. lokacie. W marcu 2015 roku po raz pierwszy wystartowała w zawodach z cyklu Pucharu Świata, w których zajęła 9. miejsce w konkursie slopestyle'u w szwajcarskiej Silvaplanie. Na ten sam miesiąc przypadł start w mistrzostwach świata juniorów w Valmalenco, w których rywalizację w slopestyle'u ukończyła tuż za podium, na 4. miejscu, z kolei konkurs halfpipe'u na 10. lokacie. W lutym 2016 roku wywalczyła brązowy medal w halfpipie na igrzyskach olimpijskich młodzieży w Lillehammer. Na tej samej imprezie zajęła 4. miejsce w konkursie slopestyle'u.
W marcu 2017 roku wystąpiła podczas mistrzostw świata w Sierra Nevada, gdzie była 7. w slopestyle'u. Miesiąc później wystartowała na mistrzostwach świata juniorów w Valmalenco, na których ukończyła rywalizację w slopestyle'u na 10. lokacie. Podczas igrzysk olimpijskich w Pjongczangu w 2018 roku, w trakcie których uplasowała się na 16. pozycji w slopestyle'u. W lutym 2019 roku ukończyła konkurs big air na 10. miejscu podczas mistrzostw świata w Park City.

## Osiągnięcia

### Igrzyska olimpijskie
| Miejsce | Dzień     | Rok  | Miejscowość | Konkurencja | Zwyciężczyni     |
| ------- | --------- | ---- | ----------- | ----------- | ---------------- |
| 16.     | 17 lutego | 2018 | Pjongczang  | Slopestyle  | Sarah Höfflin    |
| 21.     | 8 lutego  | 2022 | Pekin       | Big air     | Eileen Gu        |
| 14.     | 15 lutego | 2022 | Pekin       | Slopestyle  | Mathilde Gremaud |

### Mistrzostwa świata
| Miejsce | Dzień     | Rok  | Miejscowość   | Konkurencja | Zwyciężczyni        |
| ------- | --------- | ---- | ------------- | ----------- | ------------------- |
| 7.      | 19 marca  | 2017 | Sierra Nevada | Slopestyle  | Tess Ledeux         |
| 10.     | 2 lutego  | 2019 | Park City     | Big Air     | Tess Ledeux         |
| 7.      | 13 marca  | 2021 | Aspen         | Slopestyle  | Eileen Gu           |
| 23.     | 16 marca  | 2021 | Aspen         | Big Air     | Anastasija Tatalina |
| DNS     | 28 lutego | 2023 | Bakuriani     | Slopestyle  | Mathilde Gremaud    |
| 2.      | 21 marca  | 2025 | Engadyna      | Slopestyle  | Mathilde Gremaud    |
| 7.      | 29 marca  | 2025 | Engadyna      | Big Air     | Flora Tabanelli     |

### Puchar Świata

#### Miejsca w klasyfikacji generalnej
- sezon 2014/2015: 108.
- sezon 2015/2016: 130.
- sezon 2016/2017: 98.
- sezon 2017/2018: 102.
- sezon 2018/2019: 62.
- sezon 2019/2020: 86.

Od sezonu 2020/2021 klasyfikacja generalna została zastąpiona przez klasyfikację Park & Pipe (OPP), łączącą slopestyle, halfpipe oraz big air.
- sezon 2020/2021: 21.
- sezon 2021/2022: 9.
- sezon 2022/2023: 24.
- sezon 2023/2024: –
- sezon 2024/2025: 30.

#### Miejsca na podium w zawodach
1. Font-Romeu – 16 stycznia 2022 (slopestyle) – 3. miejsce
2. Kreischberg – 10 stycznia 2025 (big air) – 3. miejsce